# Миријам Бласко
Миријам Бласко Сото (Ваљадолид, 12. децембар 1963) бивша је шпанска политичарка и џудисткиња. Добитница је златне медаље на Летњим олимпијским играма 1992. у Барселони, у категорији женског џудоа до 57 килограма. Освајачица је златне медаље на светском првенству у џудоу у Барселони 1991. године и бронзане медаље на светском првенству у Београду 1989. године.
Када се њена професионална каријера завршила, активно се укључила у политику. Године 2000, 2004, и 2008, изабрана је за шпански Сенат као посланица конзервативне Народне партије.
Удата је за Никол Фербродер, њену противницу у последњем мечу Олимпијских игара у Барселони.
Једна од главних улица у њеном родном граду, Аликанте, добила је име по њој.